# NGC 1018
NGC 1018 是鲸鱼座的一個透鏡狀星系，它在哈伯序列中屬於SB0-a。該天体於1886年由美国天文学家法蘭克·穆勒发现。它位於天球赤道以南的鲸鱼座。据估计，它距离银河系有5.9亿光年，直径约为17.5万Lj。